# Черкасовка (Свердловская область)
Черкасовка — деревня в Свердловской области, входящая в муниципальное образование Артинский городской округ. Расположена в 36 км на юго-восток от административного центра — посёлка городского типа Арти. Входит в состав Сухановского сельского совета.

## Население
| 2002 | 2010 | 2021 |
| ---- | ---- | ---- |
| 220  | ↘168 | ↘116 |